# Branko Štrbac
Branko Štrbac, jugoslovanski (črnogorski) rokometaš, * 7. julij 1957, Herceg Novi.
Leta 1984 je na poletnih olimpijskih igrah v Los Angelesu v sestavi jugoslovanske rokometne reprezentance osvojil zlato olimpijsko medaljo.